# Foping
Der Kreis Foping (佛坪县; Pinyin: Fópíng Xiàn) ist ein Kreis der bezirksfreien Stadt Hanzhong in der chinesischen Provinz Shaanxi. Er hat eine Fläche von 1.269 Quadratkilometern und zählt 26.597 Einwohner (Stand: Zensus 2020). Sein Hauptort ist die Großgemeinde Yuanjiazhuang (袁家庄镇).

## Administrative Gliederung
Auf Gemeindeebene setzt sich der Kreis aus zwei Großgemeinden und sieben Gemeinden zusammen. 